# De fem dårlige jomfruer

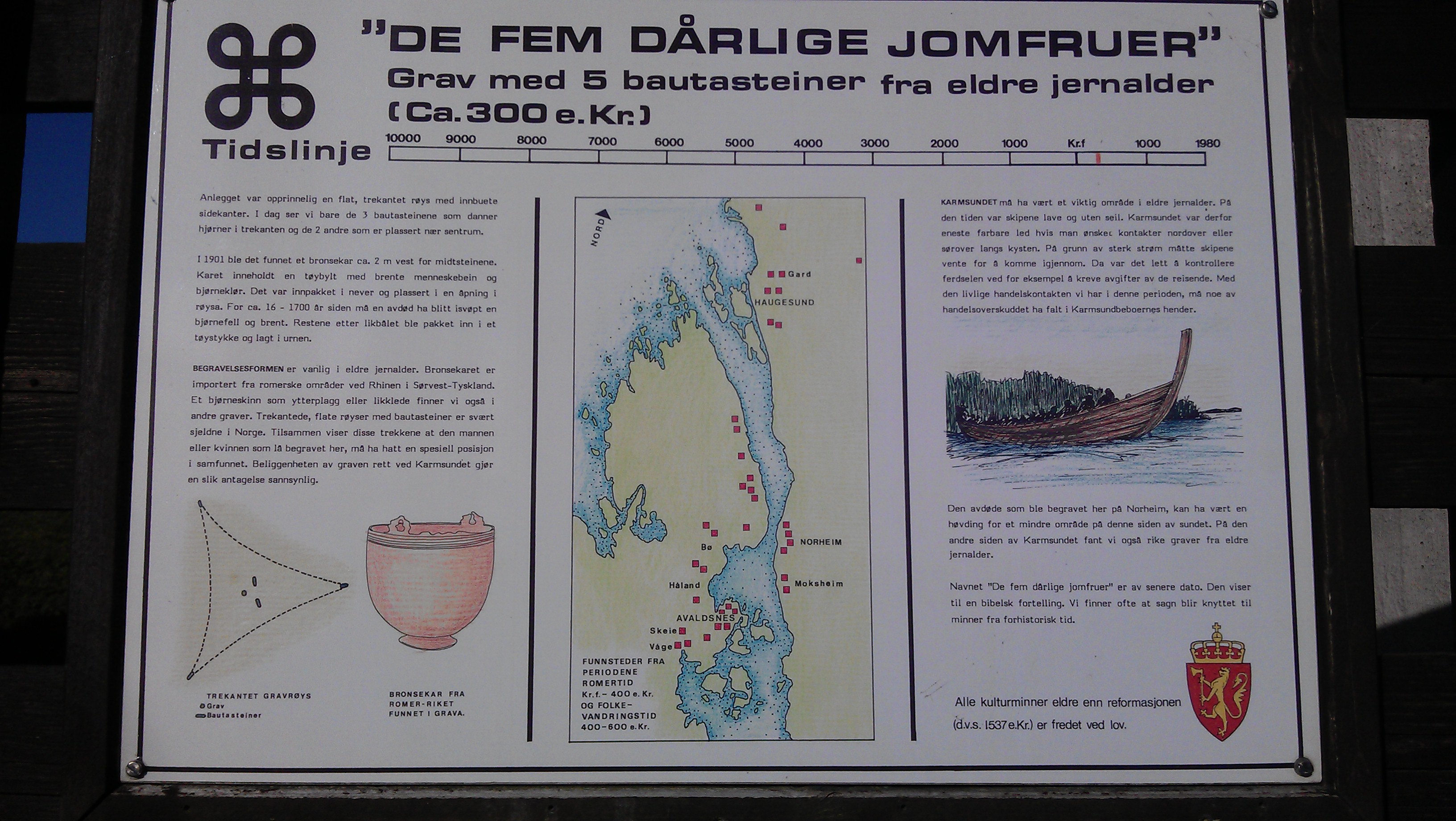
Die fünf törichten Jungfrauen

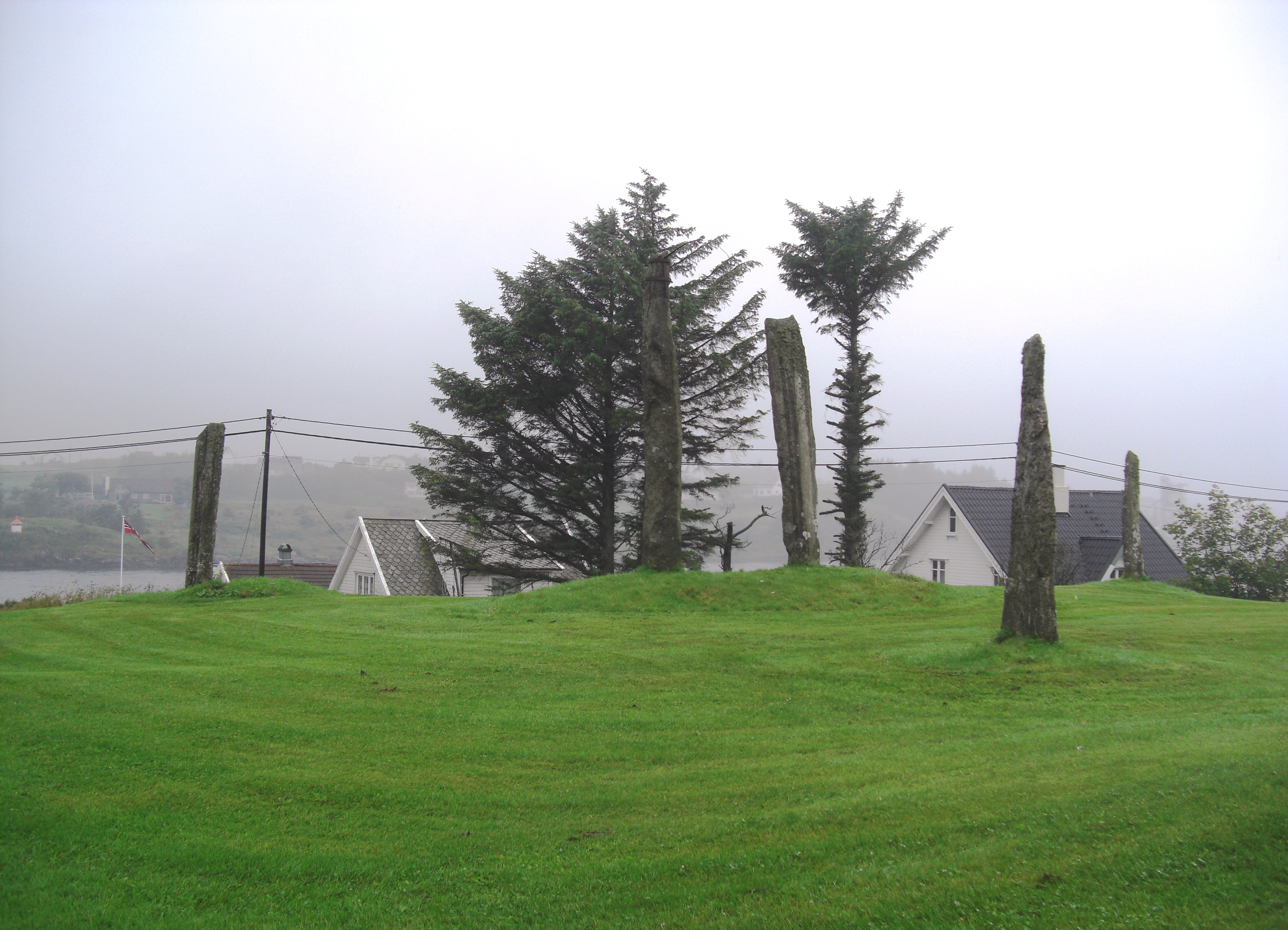
Die fünf törichten Jungfrauen

De fem dårlige jomfruer (deutsch „Die fünf törichten Jungfrauen“) ist eine Steinsetzung aus Bautasteinen an der Stelle eines abgetragenen Treudds aus der Eisenzeit (300 v. Chr.). Sie liegt auf der Festlandseite von Norheim, an der Karmsundgata (E134) direkt an der Karmsundbrua, der Brücke zur Insel Karmøy bei Haugesund, in Norwegen. 
Der Name bezieht sich auf das biblische Gleichnis von den zehn Jungfrauen. Der Treudd war ein flacher dreieckiger steingefasster Hügel mit konkaven Seiten. Die für Treudds ungewöhnlich hohen Orthostaten, die die Ecken markierten, und zwei (von vermutlich dreien) aus der Mitte sind erhalten. Treudds mit derartig hohen Orthostaten sind in Norwegen selten. Die eisernen Haken an der Spitze eines der Steine wurde wahrscheinlich um 1858 angebracht, er diente wohl als Pfeiler für den ersten Telegraphen. 
1901 wurden eine bronzene Urne in Form eines alten, aus dem Rheinland importierten Hemmoorer Eimers, einige Kleidungsstücke, menschliche Überreste und Bärenkrallen gefunden. Der Verstorbene war in ein Bärenfell gehüllt und verbrannt worden. Danach wurde die Asche in ein Tuch gepackt und in die Urne gelegt. Dies war ein zeitgenössisches Ritual. Bärenfelle wurden auch in anderen Gräbern gefunden. Die Lage in der Nähe der Wasserstraße zeigt, dass die Person, die hier begraben wurde, eine bedeutende Position in der Gesellschaft hatte.